# Formation des prix
La formation des prix est un processus par lequel le prix d'un bien ou d'un service est déterminé. Par exemple, sur certains marchés, les prix sont déterminés par des enchères (par exemple, les enchères publiques), sur d'autres marchés, les prix sont négociés (par exemple, les voitures neuves) ou simplement affichés (par exemple, commerce de détail) et les acheteurs peuvent choisir d'acheter ou non.